# Ennio Quintavalle
Ennio Quintavalle (Venezia, 13 aprile 1949) è un ex cestista italiano.

## Carriera
È cresciuto nelle giovanili della Reyer Venezia, squadra con la quale ha debuttato in serie A nel 1967-68.
Si trasferisce poi a Mestre, in serie B, dove nel 1973-74 raggiunge la promozione con la Duco Mestre allenata da Giomo (con giocatori quali: Villalta, Buzzavo, Cedolini, Paolo Gracis, Dalla Costa, Palumbo). Nella sua carriera ha disputato due stagioni in Serie A1 (1967-1968 e 1974-1975) ed ha giocato 7 stagioni a Mestre.

## Palmarès
- Promozione in Serie A1: 1
Basket Mestre: 1973-74